# 9368 Esashi
9368 Esashi è un asteroide della fascia principale. Scoperto nel 1993, presenta un'orbita caratterizzata da un semiasse maggiore pari a 2,3100417 UA e da un'eccentricità di 0,1160747, inclinata di 6,84845° rispetto all'eclittica.